# Прорізування зубів

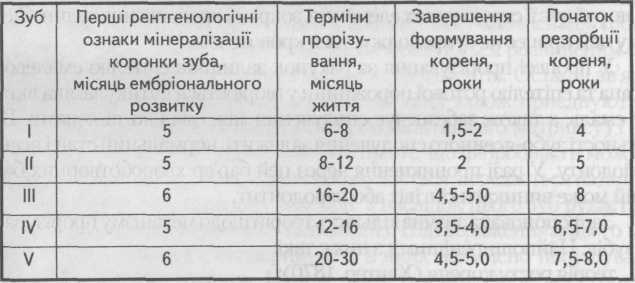
таблиця

Прорізування зубів — процес розвитку зубів, при якому вони проростають у ротову порожнину. Зуби розвиваються в тісному зв'язку із загальним розвитком і ростом дитини. У період формування і росту вони перебувають під впливом різноманітних чинників навколишнього і внутрішнього середовища, які відбиваються на швидкості росту, ступені мінералізації і термінах прорізування зубів.